# Душитель против душителя
«Душитель против душителя» (серб. Давитељ против давитеља) — югославская чёрная комедия
1984 года, снятая режиссёром и сценаристом Слободаном Шияном.

## Сюжет
В начале 1980-х годов на улицах Белграда приятный, вежливый, дружелюбный, располагающий к себе человек продаёт красные гвоздики. Большинство среди его покупателей — женщины. Но вскоре югославскую столицу охватывает ужас от череды преступлений серийного убийцы. Его жертвами становятся женщины и девушки, покупающие цветы. Начинающий рок-музыкант Спиридон, однажды, начинает чувствовать, что у него появляется спиритическая связь с убийцей, душителем женщин.

## В ролях
- Ташко Начич — Пера Митич
- Никола Симич — инспектор полиции Страхинич
- Срджан Шапер — Спиридон, рок-музыкант
- Рахела Ферари — мать Перы
- Соня Савич — София Макич
- Радмила Савичевич — Мица Мойсилович
- Мария Бакса — Наталья
- Павле Минчич — доктор Добрица Копицл
- Жика Миленкович — инспектор Ган
- Бранислав Зеремски — Родолюб Йованович

Фильм номинировался на премию «Золотой Хьюго» Чикагского МКФ.